# Noșlac

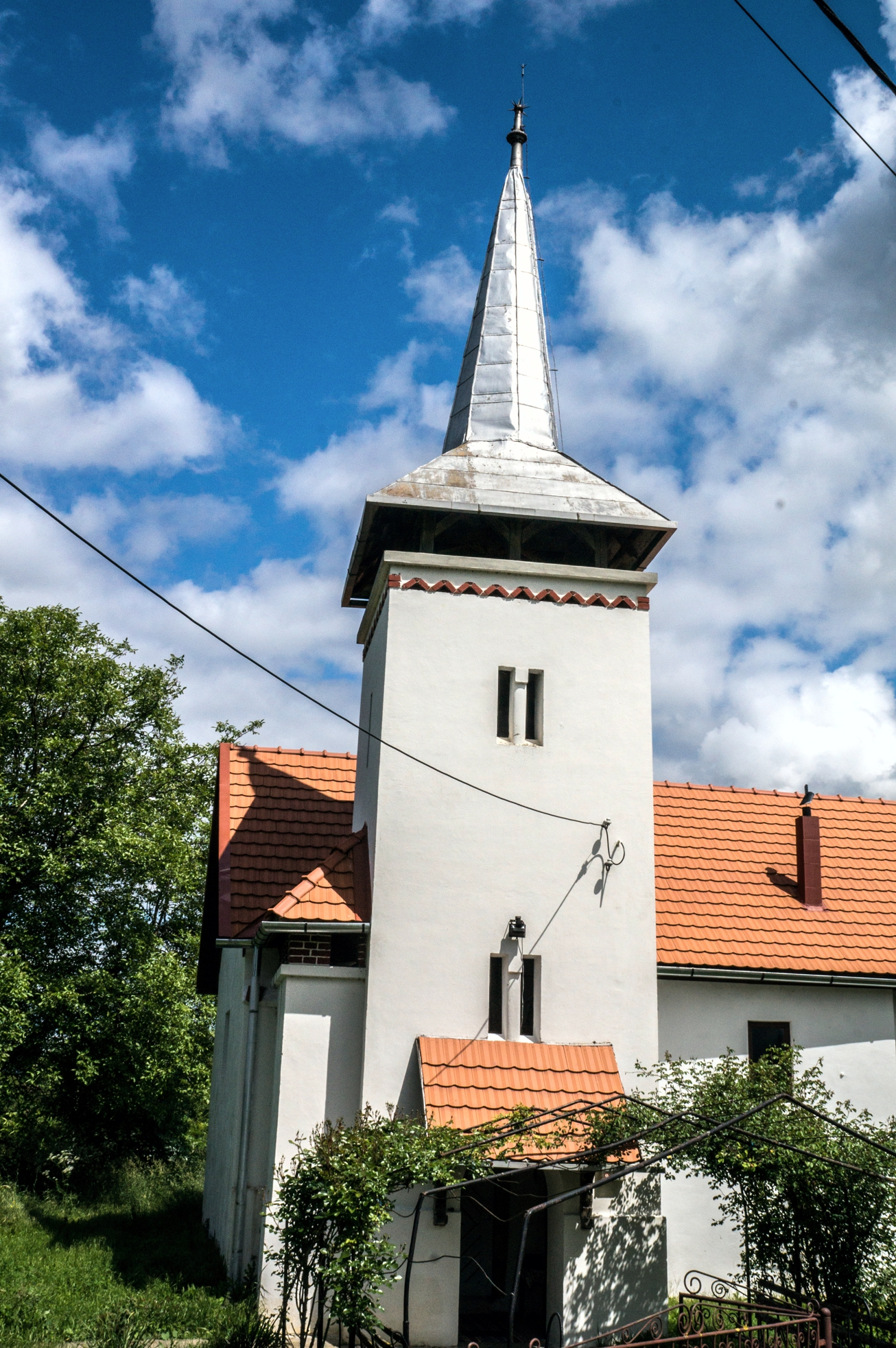
Hongaars Gereformeerde kerk van Copand (Maroskoppánd)

Noșlac (Hongaars: Marosnagylak) is een gemeente in Alba. De gemeente ligt in de regio Transsylvanië, in het westen van Roemenië. De gemeente is gelegen ten zuiden van de rivier de Mures en had in 2011 1661 inwoners. 
De gemeente bestaat uit de volgende 6 dorpen:
- Căptălan (Maroskáptalan)
- Copand (Maroskoppánd)\
- Găbud (Gábod)
- Noșlac (Marosnagylak)
- Stâna de Mureș (Maroscsúcs)
- Valea Ciuciului (Zilahipatak)

De gemeente heeft een Roemeenstalig karakter, de Hongaren vormden in 2011 14% van de bevolking. In 1900 maakten de Hongaren nog 28,8% van de bevolking uit. In Copand en Noslac staan nog Hongaarse kerkjes van de Hongaars Gereformeerde Kerk.

## Demografie
Het dorp Noslac had in 2011 749 inwoners, 585 Roemenen en 97 Hongaren (12,9%).
Het dorp Copand had in 2011 155 inwoners, 98 Roemenen en 52 Hongaren (33,5%), de komborden zijn hier tweetalig.
Het dorp Stâna de Mureş had in 2011 187 inwoners, 134 Roemenen en 48 Hongaren (25,7%).
Steden met gemeentestatus: Alba Iulia · Aiud · Blaj · Sebeș

Steden zonder gemeentestatus: Abrud · Baia de Arieș · Câmpeni · Cugir · Ocna Mureș · Teiuș · Zlatna

Gemeenten: Albac · Almaşu Mare · Arieșeni · Avram Iancu · Berghin · Bistra · Blandiana · Bucium · Câlnic · Cenade · Cergău · Ceru-Băcăinți · Cetatea de Baltă · Ciugud · Ciuruleasa · Crăciunelu de Jos · Cricău · Cut · Daia Română · Doștat · Fărău · Galda de Jos · Gârda de Sus · Gârbova · Hopârta · Horea · Ighiu · Întregalde · Jidvei · Livezile · Lupșa · Lopadea Nouă · Lunca Mureșului · Meteș · Mihalț · Mirăslău · Mogoș · Noșlac · Ocoliș · Ohaba · Pianu · Poiana Vadului · Ponor · Poșaga · Rădești · Râmeț · Rimetea · Roșia de Secaș · Roșia Montană · Sălciua · Săliștea · Sâncel · Săsciori · Sântimbru · Scărișoara · Stremț · Șibot · Sohodol · Șpring · Șugag · Șona · Unirea · Vadu Moților · Valea Lungă · Vidra · Vințu de Jos